# Oberea breviantennalis
Oberea breviantennalis là một loài bọ cánh cứng trong họ Cerambycidae.